# Thymus lavrenkoanus
Thymus lavrenkoanus — вид рослин родини глухокропивові (Lamiaceae), ендемік Росії.

## Опис
Листки вузько лінійно-довгасті, війчасті, волосаті, поля викривлені. Суцвіття головчасте; чашечка вузько дзвінчата, волосата, листочки чашечки вузько ланцетні, гострі.

## Поширення
Ендемік Росії (Західний Сибір).